# Oppidum de Tronoën
Ne doit pas être confondu avec Calvaire et chapelle de Tronoën.
L'oppidum de Tronoën (également appelé Oppidum de Tronoan) est un complexe urbain protohistorique armoricain. Ses vestiges ont été dégagés à la fin du XIXe siècle par l'archéologue Paul du Chatellier (1833-1911),. Le site est localisé dans la commune de Saint-Jean-Trolimon, dans le département du Finistère, en Bretagne. Il connaît une occupation celtique dès le 1er Âge du fer, au VIIe siècle av. J.-C. (époque hallstattienne) et observe une continuité d'utilisation tout au long du 2e Âge du fer (époque laténienne). L'installation d'un nouveau site, en lieu et place de ces premières structures urbaines, voit le jour à l'époque gallo-romaine. Cependant, la seconde fondation ne se pérennise pas et subit finalement un abandon à partir du IVe siècle.
Le site de Tronoën appartient au territoire (la civitas ou cité) de la tribu gauloise des Osismes.
Sur le site de l'oppidum armoricain, des pièces de monnaie gallo-romaines ont été mises en évidence. Il s'agit généralement de statères confectionnées en bronze. D'autres types d'éléments numismatiques, également découverts à proximité ou dans l'enceinte de l'oppidum, ont été identifiés et répertoriés. D'époque plus ancienne, ces pièces de monnaie sont de fabrication typiquement osisme. En 1881, une monnaie attribuée aux Parisii est signalé lors d'un second chantier de recherches conduit sous le patronage de Paul du Chatellier. Enfin, plus rares, quelques occurrences de monnaies de type « Jersey » et quelques-unes de frappe pictonne ont été mises en évidence lors de fouilles préventives. La présence de ces pièces au cœur du site armoricain suggère, d'après le spécialiste numismate Jean-Baptiste Colbert de Beaulieu (1905-1995), des contacts commerciaux avec les peuples pictons de la façade atlantique et d'autres tribus celtes d'outre-Manche.
Enfin, concernant l'existence du temple de Tronöen, et ainsi que le mettent en perspective Jean-Louis Brunaux et Patrice Arcellin, pour cette époque et pour cette zone de la Gaule Chevelue :

« Aujourd'hui, l'Armorique et ses marges se caractérisent à la fois par la relative rareté des ensembles cultuels collectifs (ceux des Sept-Perthuis à Saint-Malo et de Tronoën à Saint-Jean-Trolimon, ou encore de Nalliers et Aubigné-Racan, étant pour l'heure exceptionnels) et, parallèlement, par la multiplicité des manifestations de rituels domestiques ou à échelle locale, privés ou publics, et de vestiges commémoratifs révélés au sein de contextes domestiques ou funéraires. »

— Jean-Louis Brunaux Patrice Arcellin et al., 2003, Cultes et sanctuaires en France à l'âge du Fer, p. 77.

## Contexte géographique et topographique

Situation géographique de l'Oppidum de Tronöen à Saint-Jean-Trolimon
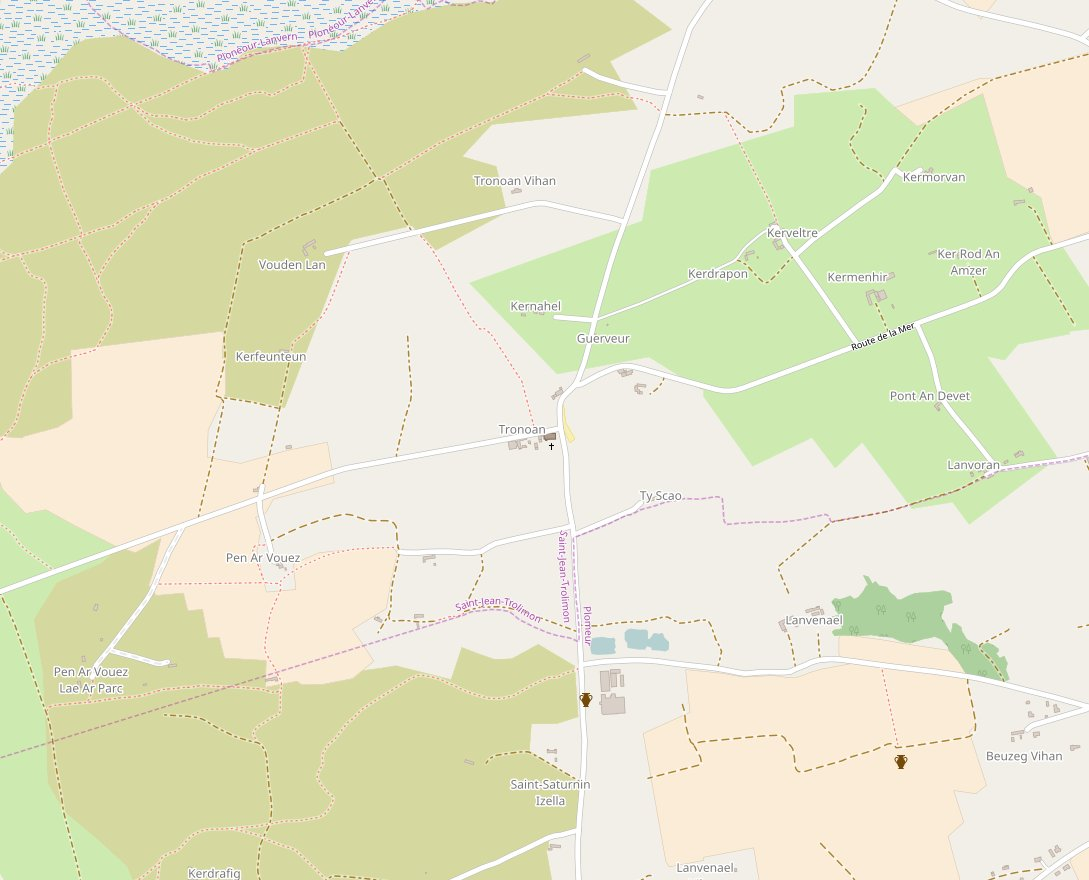
Carte figurant l'emplacement de l'Oppidum de Tronöen, à Saint-Jean-Trolimon
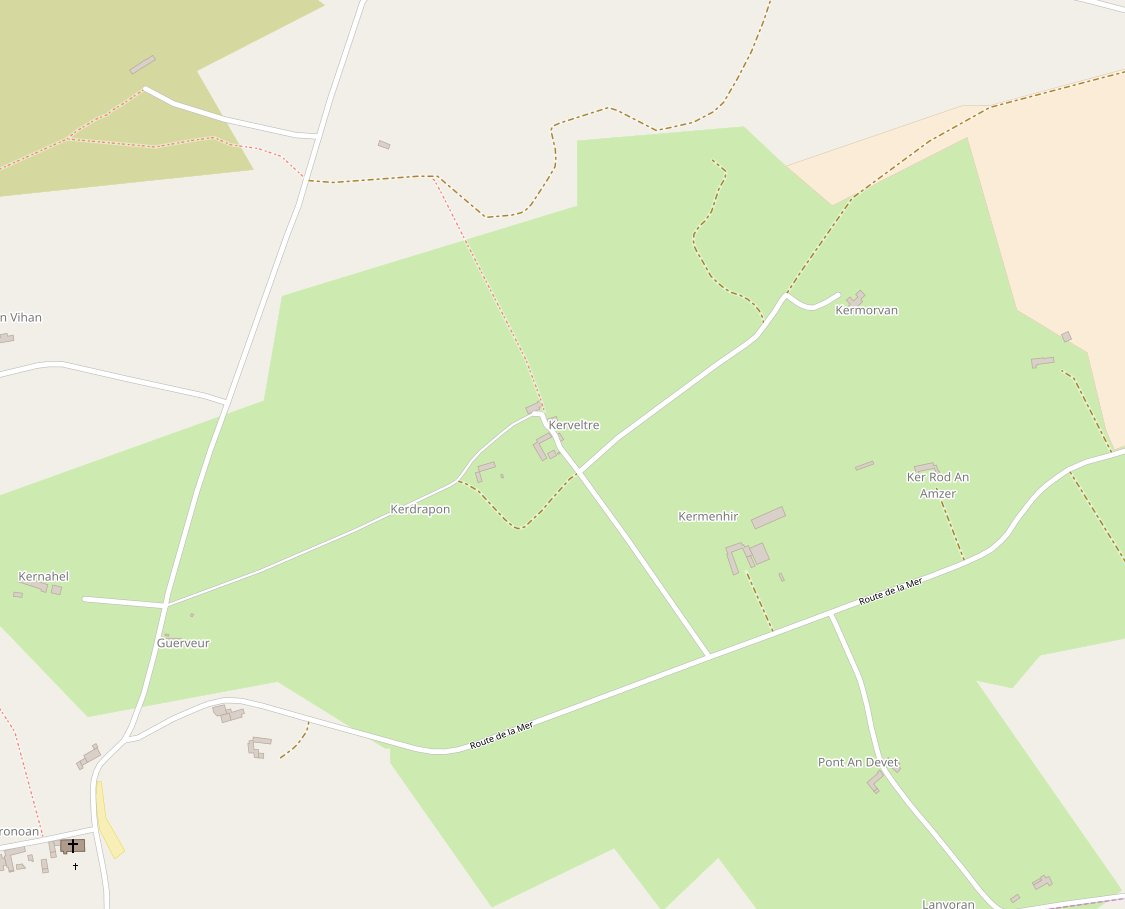
Id.
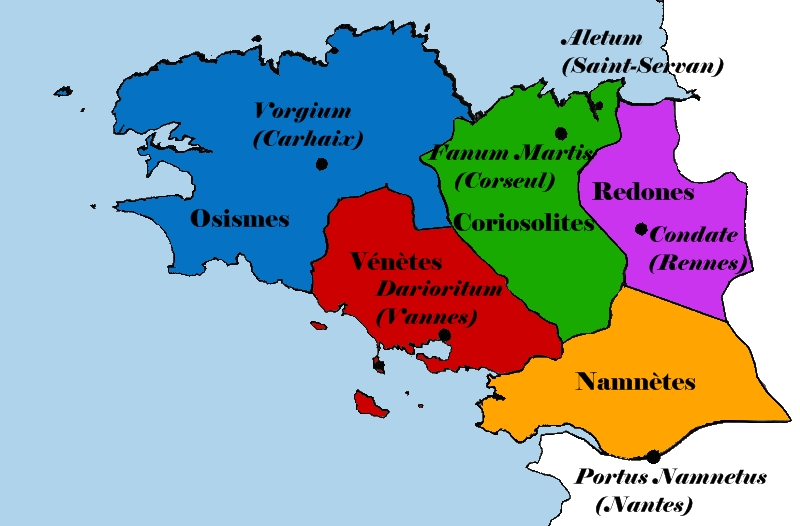
Le territoire des Osismoi.

## Découverte et fouilles

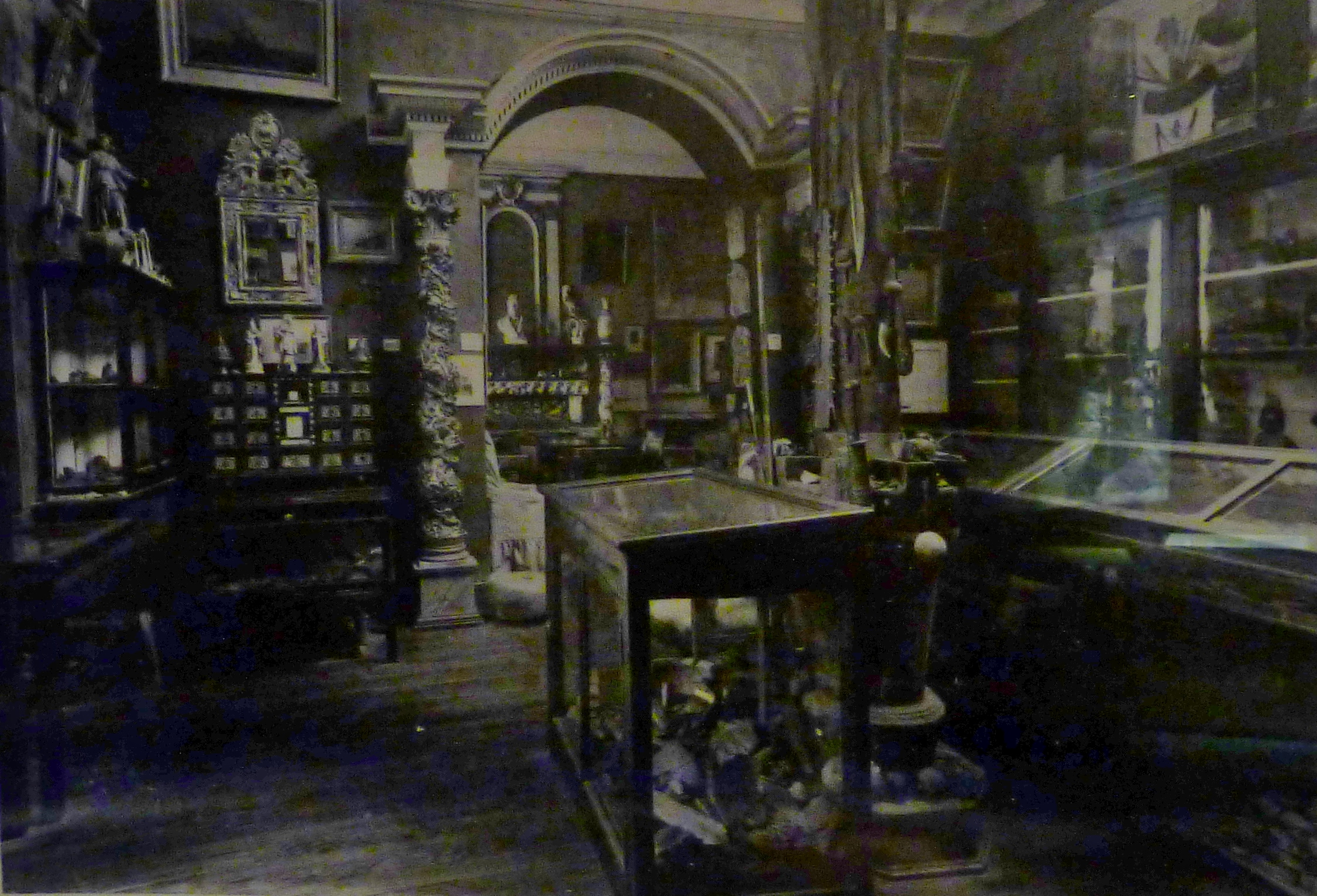
Le musée de Kernuz, établissement abritant la collection de Paul du Chatellier, dont, entre autres, le artéfacts que l'archéologue a découvert sur le site archéologique de Tronöen.

Vers la fin du XIXe siècle, à Saint-Jean-Trolimon, et consécutif d'un signalement, effectué par les autorités locales finistériennes, de structures antiques non-identifiées, l'archéologue breton Paul du Chatellier (1833-1911) entreprend un voyage de reconnaissance afin de réaliser des investigations de terrain. Sur place, dans les soubassements de murs d'un habitat domestique protohistoriques, le membre honoraire de la Société archéologique du Finistère parvient à exhumer un linteau (architecture) de pierre fragmenté sur lequel est inscrit une épigraphie à destination votive. Après une étude visant à les transcrire, caractères de cette inscription, dont la hauteur varie de 6 à 7 centimètres, se révèlent appartenir à un alphabet celtophone ; plus précisément celui des Osismoi, une tribu gauloise installée sur un territoire englobant l'actuel département du Finistère et de ses marges orientales.

## Histoire

### Période laténienne
Un sanctuaire, dont la destination confirme une tradition de culte guerrier remontant à la période hallstatienne, est fondé au début de l'époque de La Tène « A1 »,. Ce lieu de culte se manifeste notamment par la présence d'un gisement de restes osseux, d'origine animale, mélangés à des tessons de céramiques et d'armes, certaines dans leur état complet, d'autres retrouvées sous forme fragmentée.Interprétation abusive ? L'analyse taxonomique de ces dépôts rituels a mis en évidence, pour partie, des ossements d'équidés. Ce type de rituel, sous la forme d'offrande et associé à un symbolisme religieux fort, est attesté dans l'ensemble de l'« écorégion » armoricaine. Ce genre de déposition est également présente au sein d'autres ensembles territoriaux gaulois, tels que le Nord de la Gaule Chevelue et la belgique et se trouve régulièrement accompagné de l'existence d'un sanctuaire, tel que celui de sanctuaire celtique de Gournay-sur-Aronde, ou encore celui de Corent.

### Période gallo-romaine

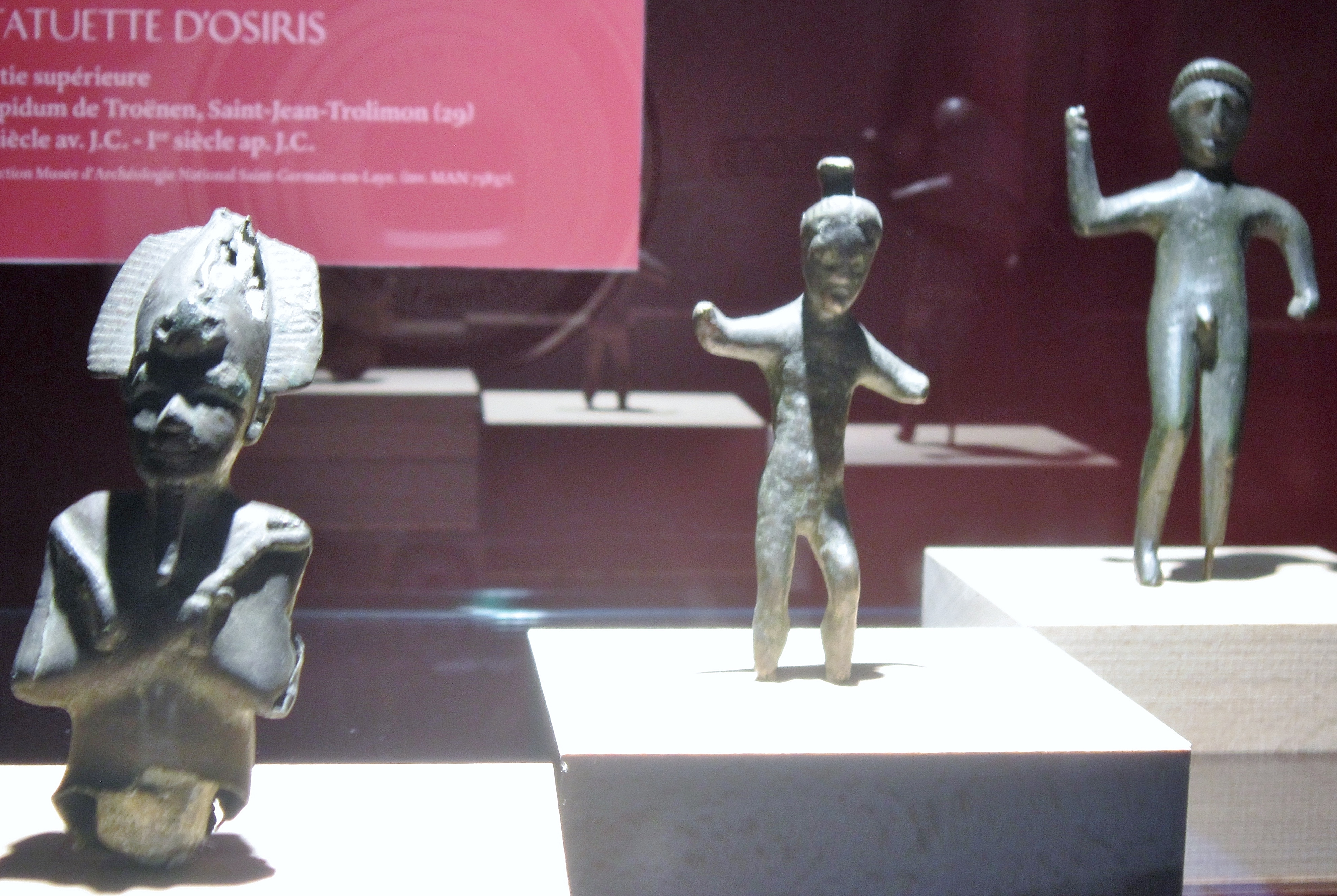
Statuette d'Osiris trouvée dans l'oppidum de Tronoën [à gauche sur la photographie].

La statuette en bonze d'Osiris, ci-dessous, a été retrouvée dans les réserves du Musée des Antiquités Nationales de Saint-Germain-en-Laye, avec la seule mention d'une provenance de Tronoën. Elle fut publiée en 1969 par Louis Richard, son redécouvreur, aux Annales de Bretagne. Elle provient de la Collection Paul du Chatellier, entrée au MAN en 1924. [lire en ligne]

## La nécropole de Kerveltré
Une nécropole, fondée au Hallstatt « final » (« D »), est mise en évidence à proximité de l'oppidum de Tronöen. Le cimetière protohistorique de Kerveltré se développe sur un terrain actuellement occupé un champ, le « Parc-an-Menhir ». Ce lieu-dit doit son nom aux nombreuses élévations de menhirs qui occupe son aire de déploiement. Le terrain, en forme de monticule, est doté de cinq menhirs, dont quatre ont été affaissés et partiellement détruits. Certains blocs issus de ces mégalithes ont été réaffectés au sein des murs d'anciennes bâtisses situées aux alentours du site funéraire. L'unique menhir encore intact possède, sur l'une de ses faces, six incisions en forme de cupules. En outre, les sépultures celtes de la nécropole de Kerveltré ont livré 21 urnes cinéraires. Ces artefact à destination funéraire ont été, lors de leurs découvertes aux environs du milieu du XIXe siècle, exhumés par le propriétaire des lieux lui-même. Après les avoir brisé, ce dernier y découvre des os fossilisés et des cendres humains. Des bracelets confectionnés en bronze accompagnent les restes des défunts. Des fouilles archéologiques, opérées en 1874 permirent de retrouver à nouveau deux autres objets cinéraires.

Les urnes funéraires de la nécropole de Kerviltré
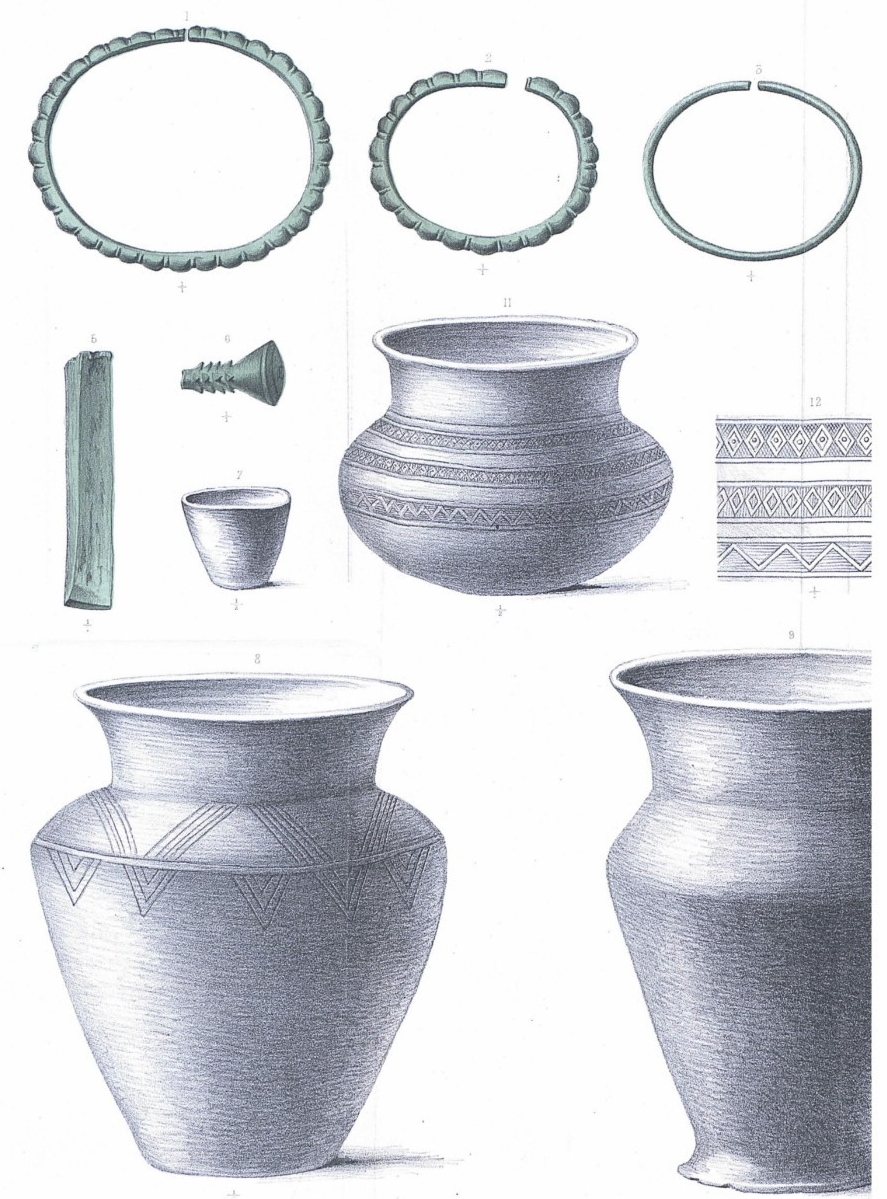
Urnes [Note 6].
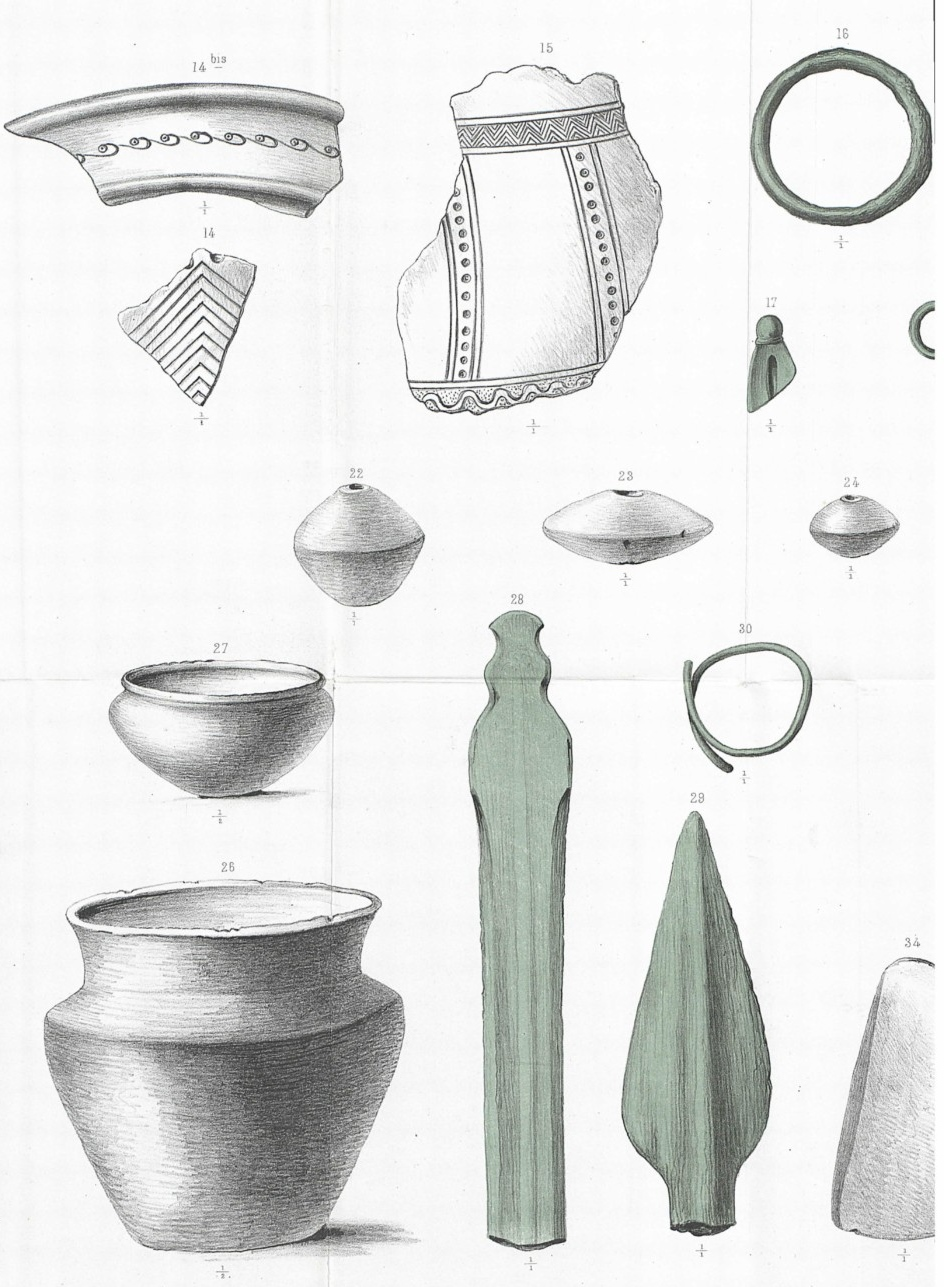
Id.
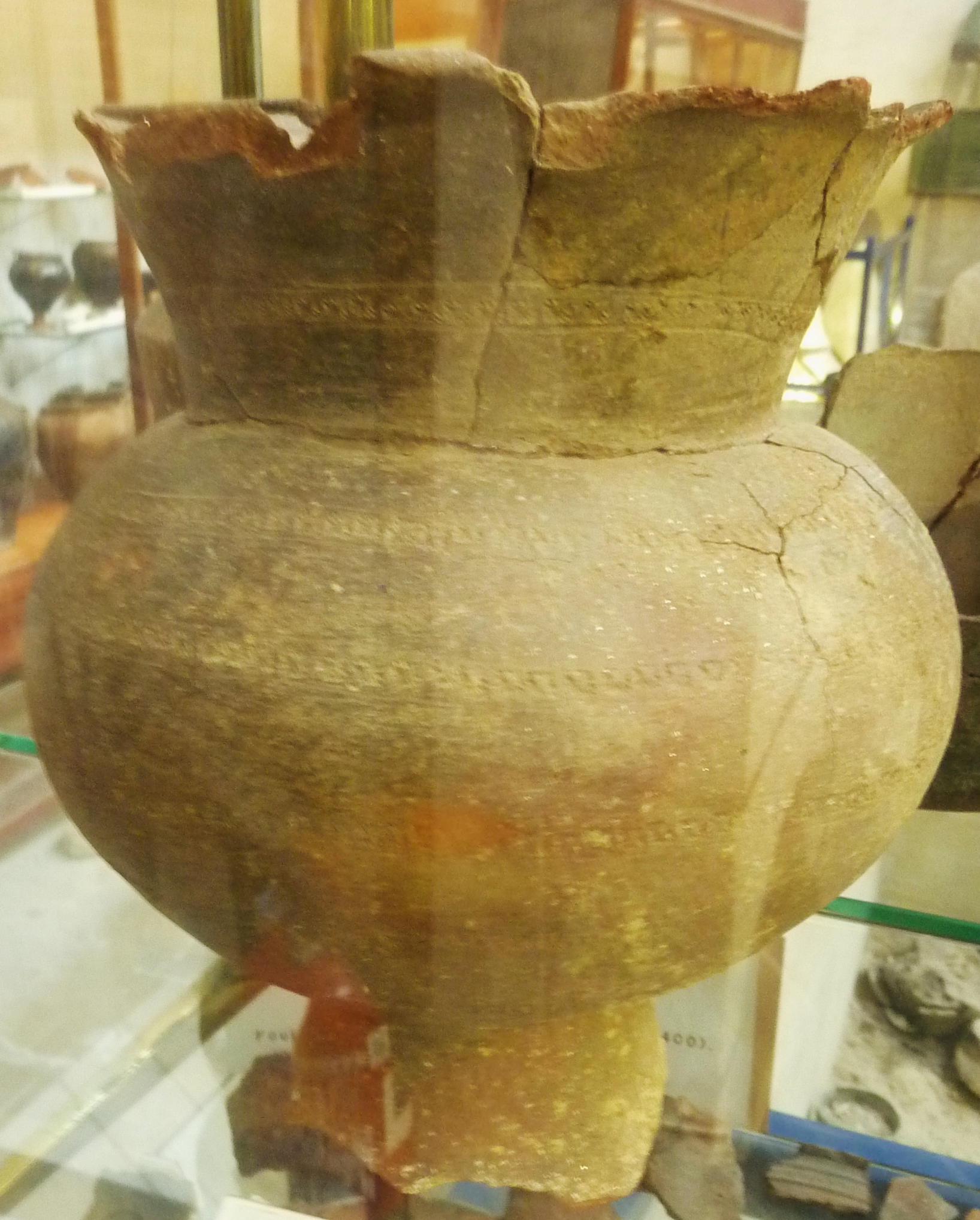
Urne funéraire trouvée sur l'oppidum de Tronën en Saint-Jean-Trolimon[Note 7].

## Le sanctuaire deVénus anadyomène

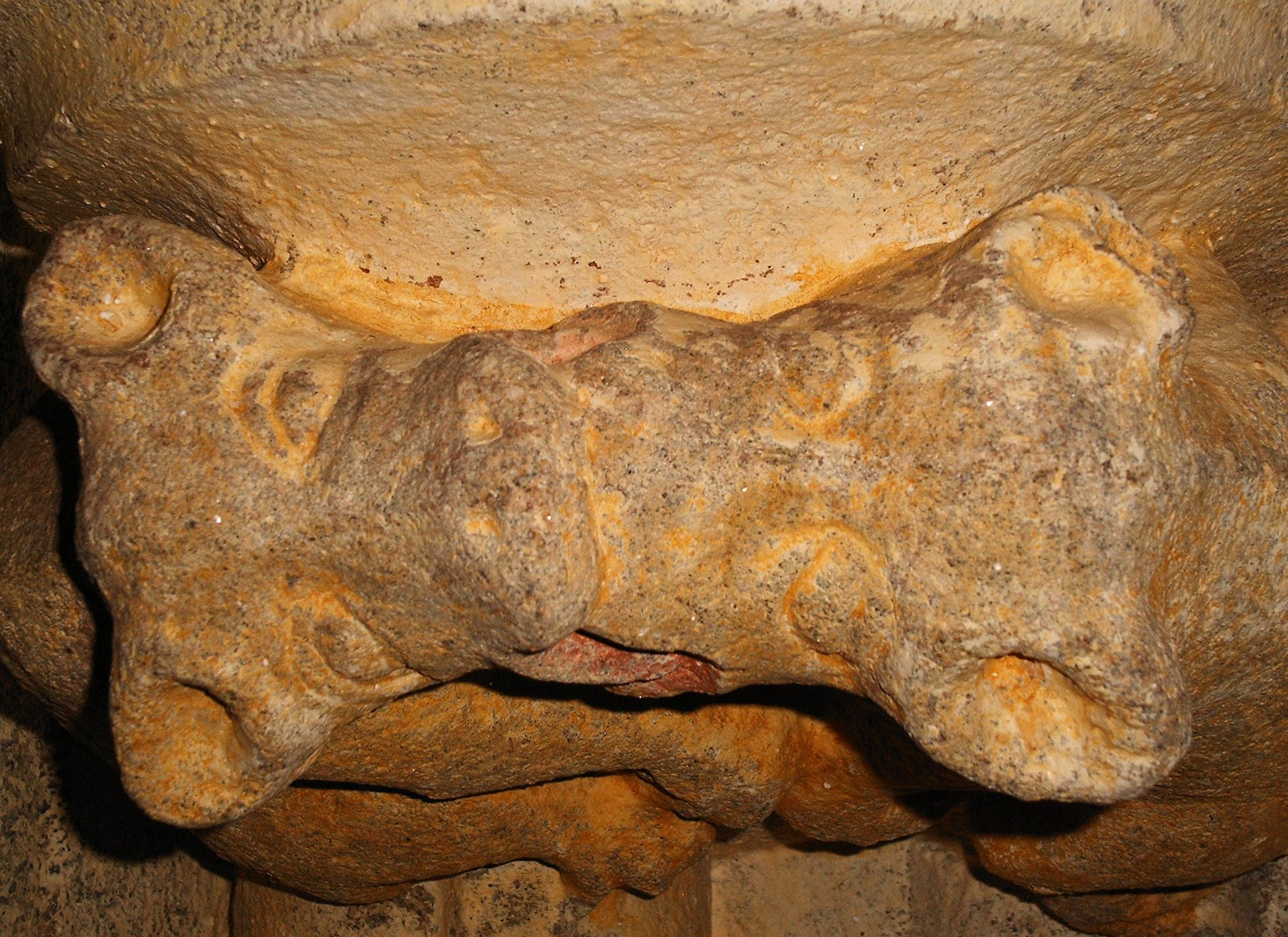
Sculpture provenant du Sanctuaire de Vénus anadyomène et réemployé à l'extérieur de la nef de la Chapelle Notre-Dame de Tronoën, à Saint-Jean-Trolimon.

Sur l'actuel emplacement de l'Église Notre-Dame de Tronoën, chapelle bâtie au cours du XVe siècle à Saint-Jean-Trolimon, un sanctuaire protohistorique a été signalé lors d'un programme d'explorations archéologiques. Cet édifice à destination religieuse est dédié au culte de Vénus « anadyomène »[source insuffisante]. Le temple, d'époque laténienne puis réemployé au cours de la romanisation de l'Armorique, a été partiellement dégagé. Parmi les rares vestiges du sanctuaire osismoi qui ont été mis au jour, les archéologues ont notamment découvert une sculpture à vocation religieuse. Cet artéfact, dont certaines parties sont manquantes, représentent un buste de « Vénus anadyomène ». L'un des côtés de l'objet a révélé une inscription de type épigraphique. Les termes de cette inscription, 

« BIOV AV. »

— Joël Lecordec, 1985, p. 62.
indiquent, selon les archéologues et épigraphistes, le nom de l'artisan-sculpteur. Un autre pièce sculptée, également fragmentée, est découverte en lieu et place de l'ancien site cultuel de Tronoën. Ce second artefact, de type zoomorphe, apparaît sous la forme d'un cheval étêté. Enfin une troisième occurrence votive a été mise en évidence lors de fouilles opérées au sein des ruines du temple celto-romain de Saint-Jean-Trolimon. Cette dernière figure l'arrière-train d'un mouton.